# Parque nacional Waterton Lakes
El Parque nacional Waterton Lakes o Lagos Waterton es un parque nacional de Canadá situado en Alberta, cerca de la frontera con Montana, Estados Unidos. Waterton fue el cuarto parque nacional de Canadá, creado en 1895 y nombrado de tal manera por el lago Waterton.
Es administrado por Parques de Canadá, Waterton está abierto todo el año, pero la principal temporada turística es durante los meses de julio y agosto. Las únicas instalaciones comerciales disponibles en el parque se encuentran en el pueblo de Parque Waterton. El parque va desde una elevación de 1290 m, en el poblado, hasta los 2910 m en el monte Blakiston. Ofrece muchos senderos pintorescos, incluyendo el lago Cripta. En 1979 fue nombrado Reserva de la biosfera y en 1995 Patrimonio de la Humanidad como parte del Parque internacional de la Paz Waterton-Glacier.

## Lugares de interés
Algunos lugares de interés son:
- Lago Cameron
- Cataratas Cameron
- Red Rock Canyon
- Cataratas Blakiston

## Galería

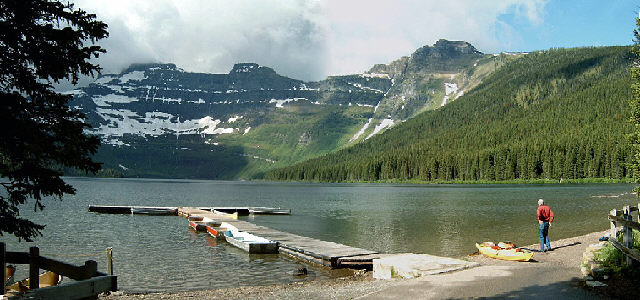
Lago Cameron.
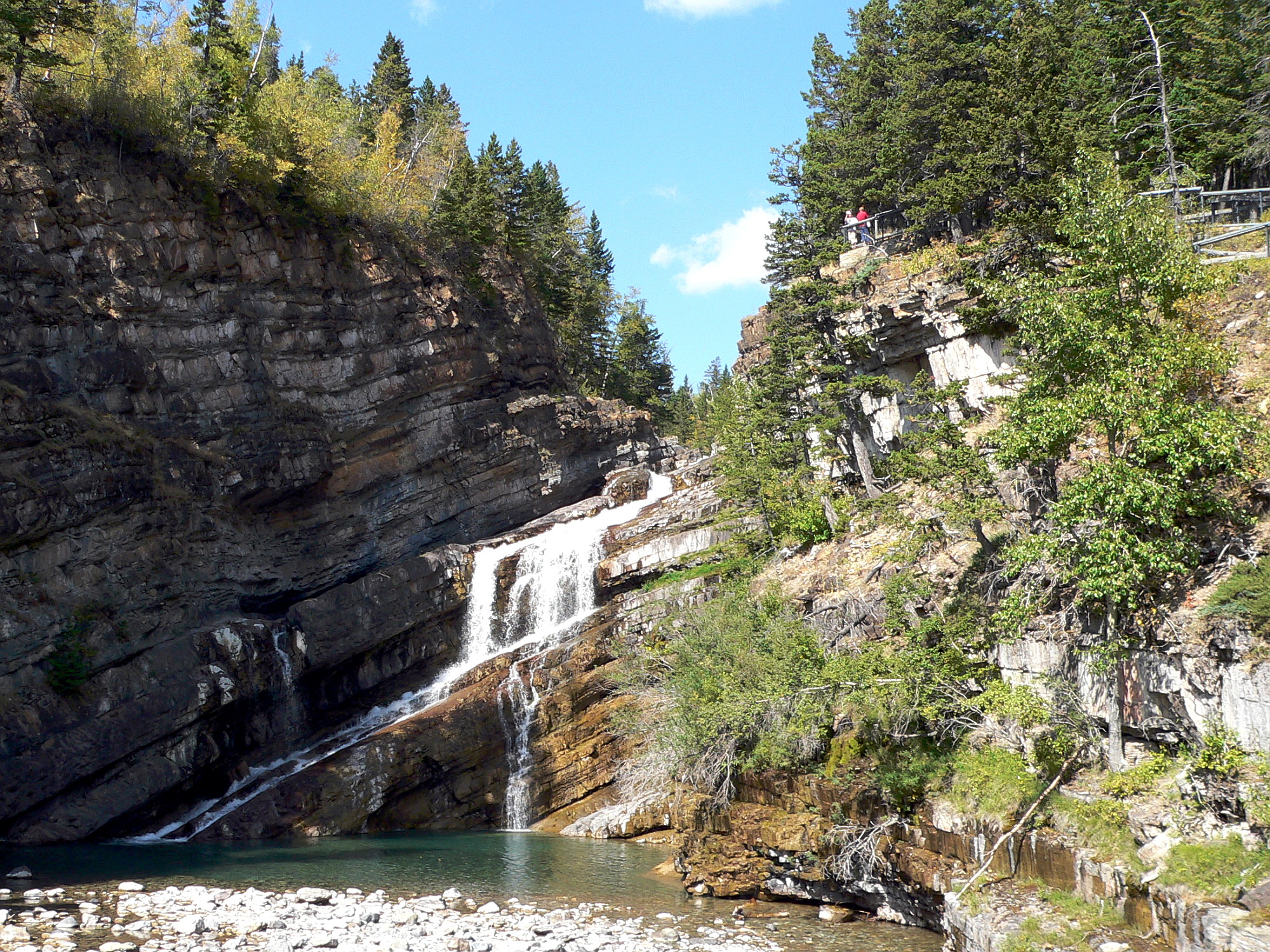
Cataratas Cameron.
- Red Rock Canyon.
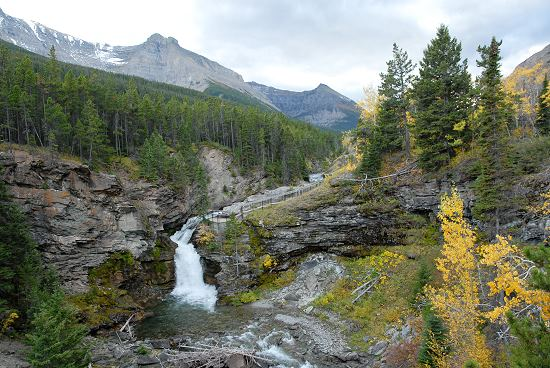
Cataratas Blakiston Falls (superior).